# Rathaus

Rathaus de la ciudad de Viena, Austria

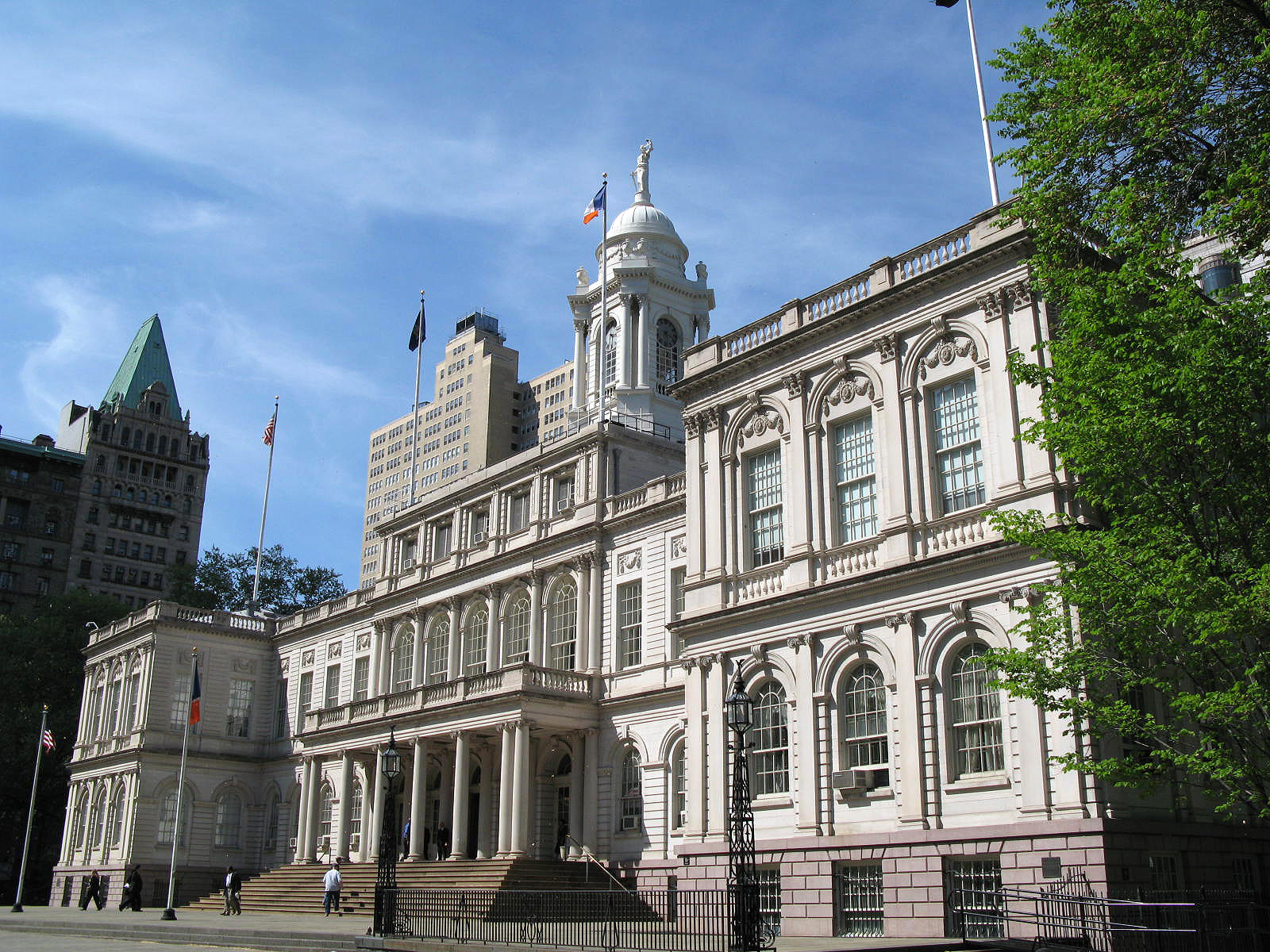
Ayuntamiento de Nueva York, la sede continua más antigua del gobierno local en los Estados Unidos, terminado en 1812

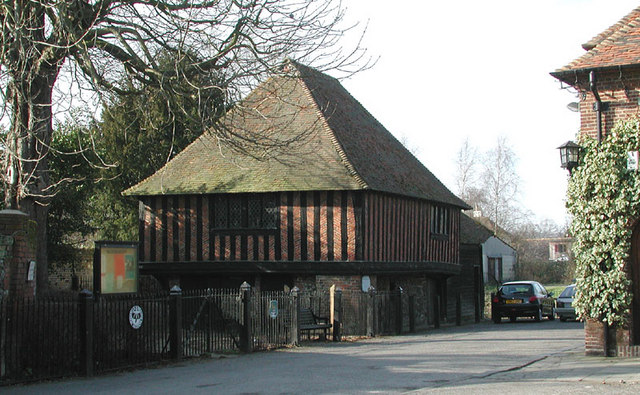
Ayuntamiento de Fordwich del en Kent, Inglaterra, que se parece mucho a un mercado en su diseño

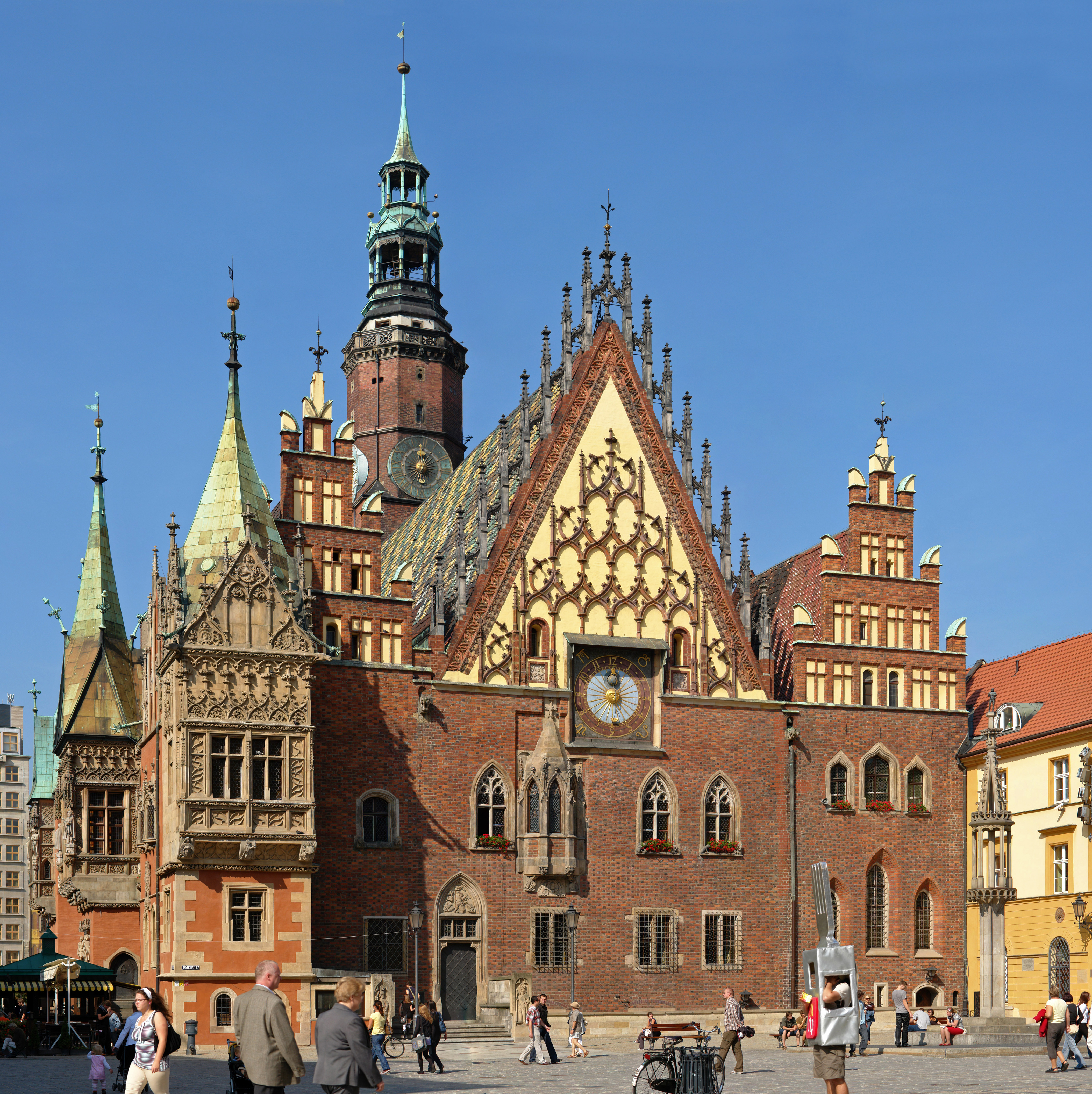
Antiguo ayuntamiento del en Breslavia, Polonia

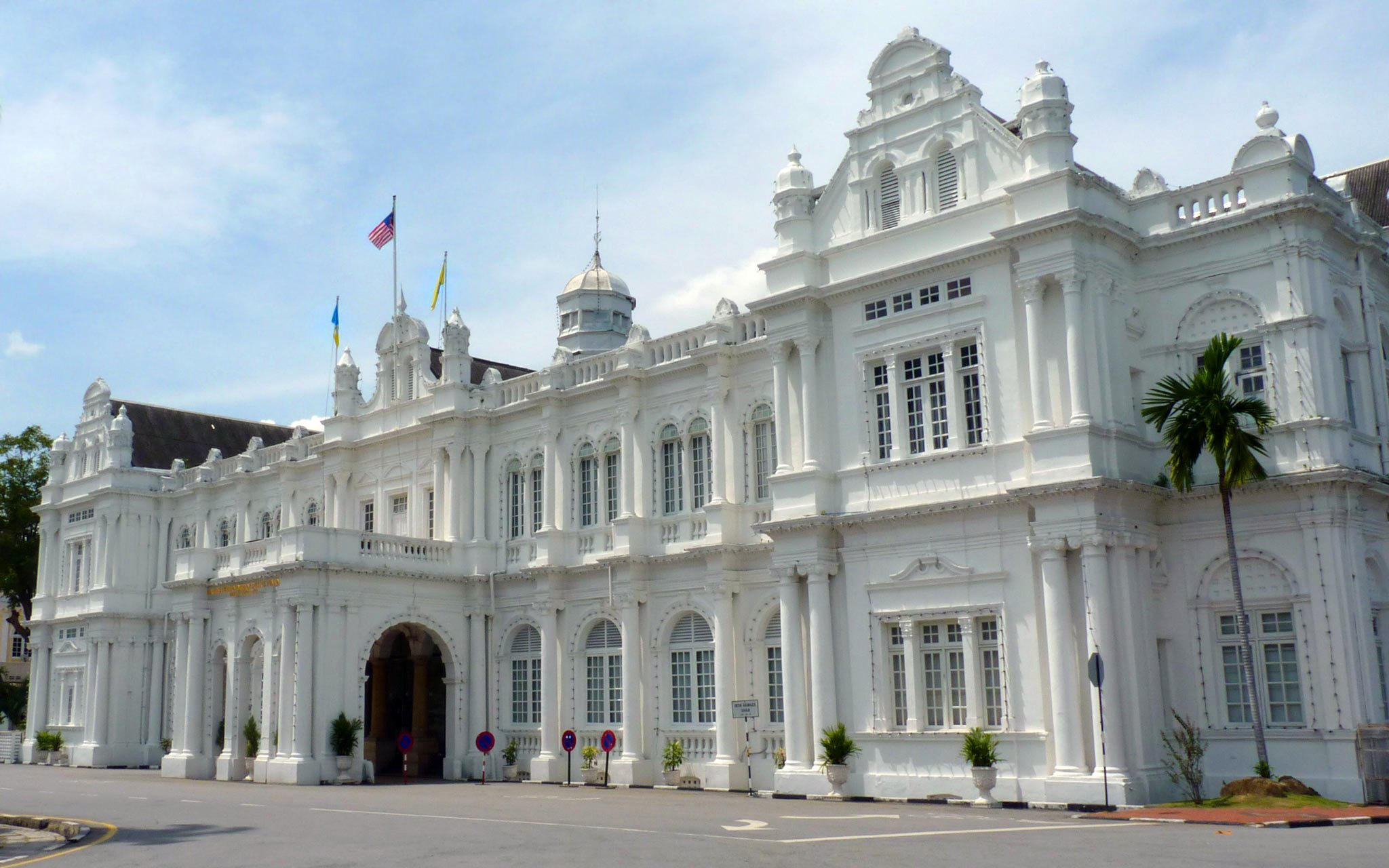
Ayuntamiento de George Town, Penang, alberga la oficina del Consejo Municipal de la isla de Penang en Malasia

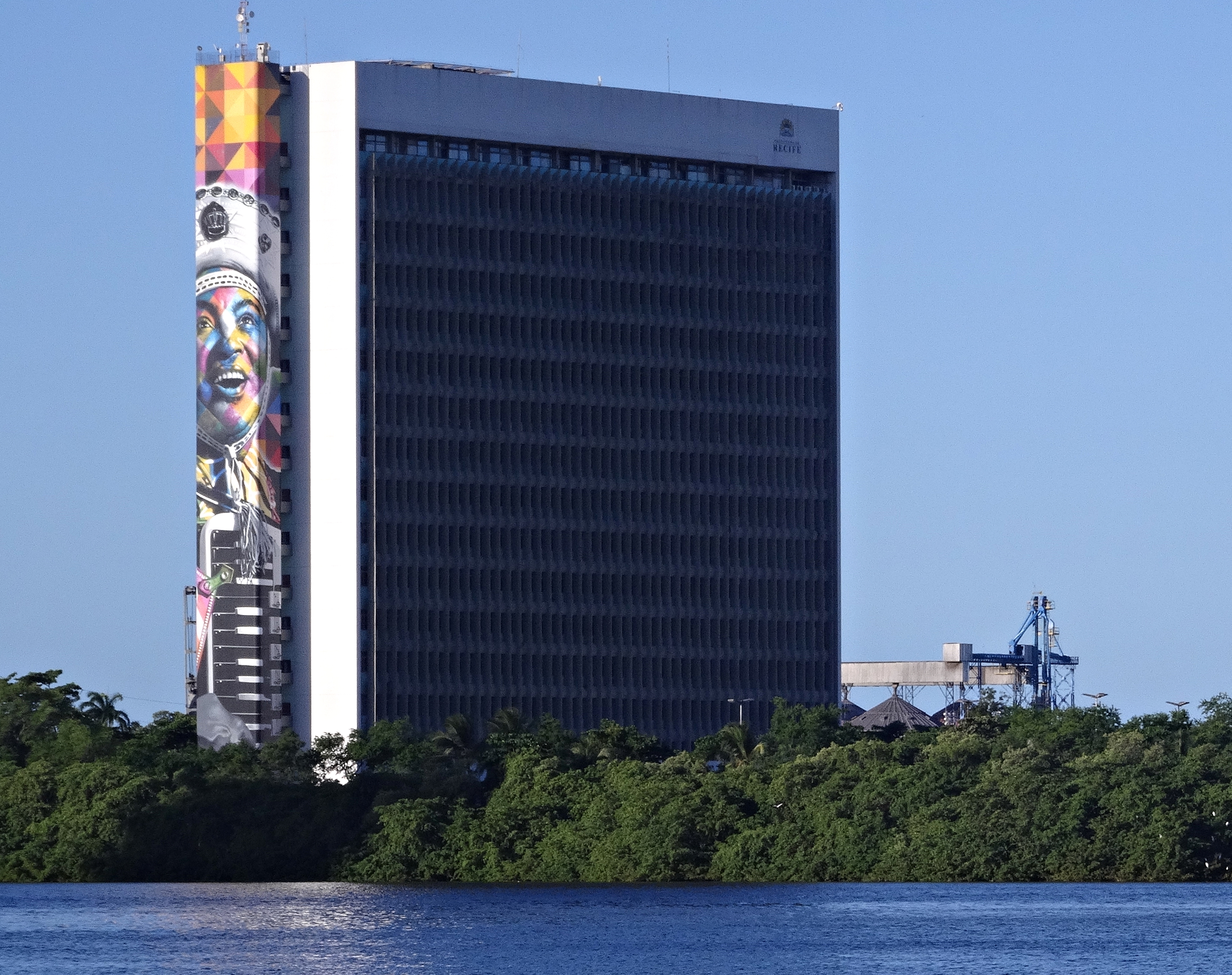
Ayuntamiento de Recife, Brasil

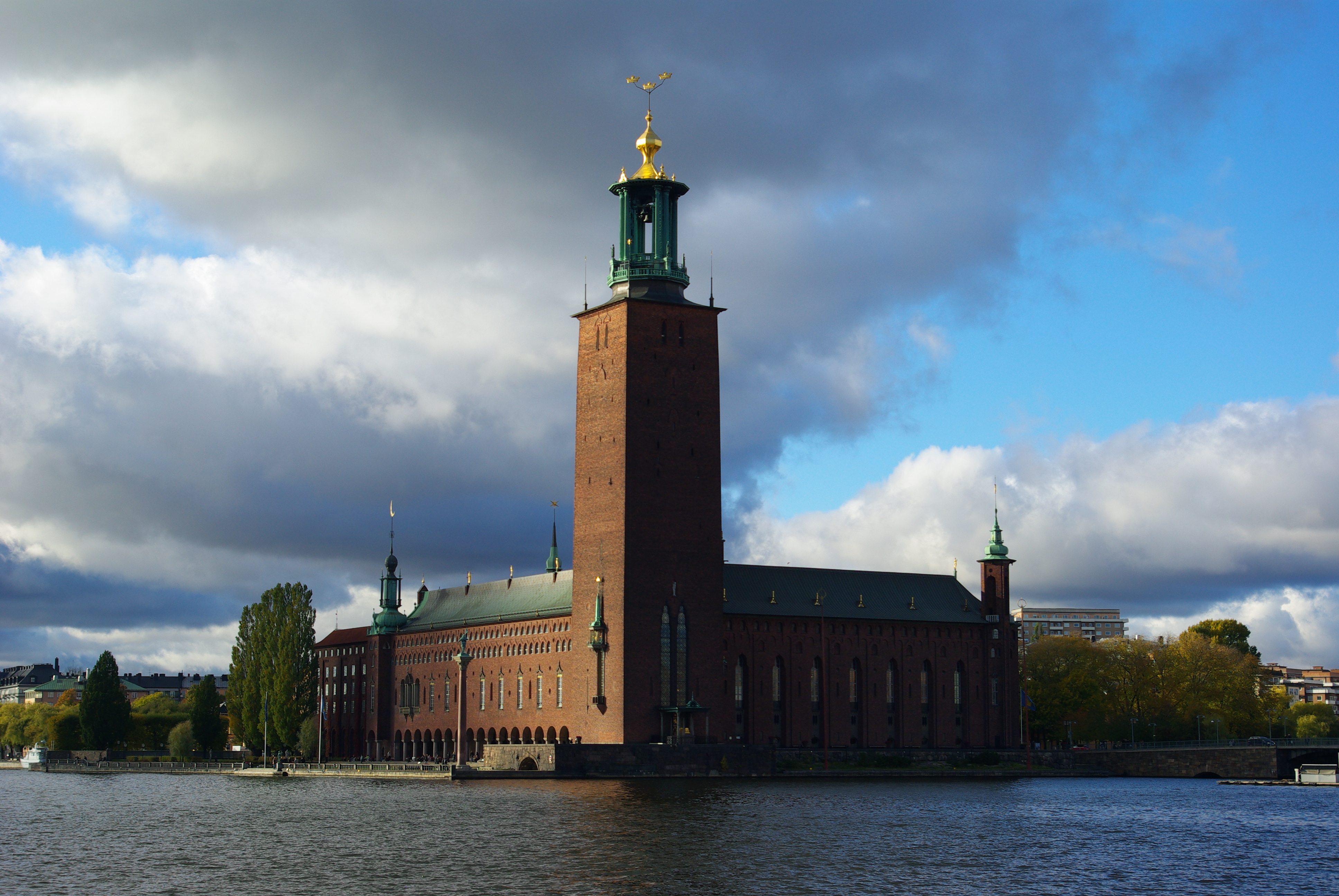
Ayuntamiento de Estocolmo, donde tiene lugar el Banquete Nobel el 10 de diciembre de cada año

Una casa consistorial alemana (en alemán: rathaus) es el edificio del ayuntamiento mayoritariamente representativo y sede administrativa (principal) de una comunidad o administración de ciudades en Alemania y el norte de Europa. Suele ser el lugar de reunión y conferencias del consejo municipal o de la ciudad. En las ciudades-estado alemanas, también sirve como sede del parlamento estatal.
Por convención, hasta mediados del siglo XIX, una única gran cámara abierta (o «hall») formaba parte integrante del edificio que albergaba el consejo y los demás órganos de gobierno que le prestaban apoyo. La sala podía utilizarse para las reuniones del consejo y otros actos significativos. Esta gran cámara, el «ayuntamiento» (y su variante posterior «ayuntamiento») se convirtió en sinónimo de todo el edificio y, sinécdoque, del gobierno municipal con sede en él. Los términos «cámaras del consejo», «edificio municipal» o variantes pueden utilizarse localmente con preferencia a «ayuntamiento» si no existe una gran sala de este tipo dentro del edificio.
El gobierno local puede intentar utilizar el edificio para promover y mejorar la calidad de vida de la comunidad. En muchos casos, los «ayuntamientos» no sólo sirven como edificios para funciones gubernamentales, sino que también cuentan con instalaciones para diversas actividades cívicas y culturales. Éstas pueden incluir muestras de arte, representaciones escénicas, exposiciones y festivales. Los ayuntamientos o «centros cívicos» modernos suelen diseñarse pensando en una gran variedad y flexibilidad de propósitos. En algunos países europeos, el ayuntamiento es el lugar donde se declara la Paz de Navidad, como en Turku y Porvoo en Finlandia y Tartu en Estonia.
Como sede de la administración, el ayuntamiento a menudo alberga varias o todas las autoridades municipales (oficinas), como la oficina de registro de residentes o la oficina de registro. A veces, las autoridades individuales se subcontratan o al menos se han establecido oficinas de ciudadanos adicionales para el público. Suele ser un edificio antiguo catalogado y el ayuntamiento o local que le da nombre se reúne a menudo fuera del ayuntamiento para permitir la participación de los concejales y espectadores con movilidad reducida.
Un gobierno local, un ayuntamiento, town hall, civic centre (en el UK o Australia), guildhall, o un municipal building (en Filipinas), es el edificio principal de la administración local de una ciudad, ciudad, u otro municipio. Suele albergar el ciudad o consejo municipal, sus departamentos asociados y sus empleados. También suele funcionar como base del alcalde de una ciudad, pueblo, municipio, condado o comarca, y del brazo ejecutivo del municipio (si existe uno distinto del consejo). Otros términos en lenguas no inglesas son Mairie o Hôtel de ville (Francia), Gemeindehaus o Rathaus (Alemania), Rådhus (Dinamarca), Paços do Concelho (Portugal) y Stadshus (Suecia).

## Historia
Ya en la Antigua Grecia había ayuntamientos (buleuterios) donde se reunía el consejo. Sin embargo, el buleuterio no era también el lugar para la administración, que se contuvo en el pritaneo.
En la Edad Media, los primeros ayuntamientos (también llamados teatro) se desarrollaron -principalmente como resultado de la concesión de leyes municipales - como edificios polivalentes y los más significativos edificio secular de las ciudades. Aquí se reunía el magistrado o ayuntamiento, que normalmente estaba compuesto por doce concejales y jueces de familias influyentes o patricios y por eso también se le llamaba Zwölfer ("los doce"). Los gremios estaban excluidos en muchos lugares del ayuntamiento como sede del consejo, razón por la cual erigieron sus propios edificios. Las aspiraciones y la autoimagen de la élite urbana se reflejaron en el diseño arquitectónico del edificio, a menudo rico.
Dado que muchos ayuntamientos resultaron de la concesión de derechos de ciudad y mercado, el primer piso se diseñó muy a menudo como un Markthalle abierto. Encima de este, a veces había otra sala de mercado, una "pista de baile" o ya la sala del consejo y del tribunal, que generalmente se ubicaba en el último piso. Además, por lo general solo había una o dos salas administrativas y una cocina para recepciones. En algunos lugares, la torre del ayuntamiento albergaba el único reloj público de la ciudad (campanario).
En el siglo XIX, tras la recuperación de la autonomía municipal, la tarea de construcción del ayuntamiento volvió a ser significativa. A menudo uno se orientaba así en el lenguaje formal gótico de la primera época de florecimiento de los ayuntamientos (por ejemplo con el ayuntamiento vienés, un edificio del Gründerzeit). En el siglo XX, se construyeron impresionantes ayuntamientos en Escandinavia y en otros lugares, como el Standshus de Estocolmo y el Ayuntamiento de Oslo.
La construcción del ayuntamiento generalmente se construía en el centro de las ciudades y se expandía gradualmente. En el curso de la reformas municipales desde la década de 1970, muchos ayuntamientos de los actuales Ortsteil s en Alemania se destinaron a otros usos.
Por convención, hasta mediados del siglo XIX, una única gran cámara abierta (o hall) formaba parte del edificio que albergaba el consejo. El vestíbulo podía utilizarse para las reuniones del consejo y otros eventos importantes. Esta gran cámara, el "ayuntamiento" (y su variante posterior "ayuntamiento") se ha convertido en sinónimo de todo el edificio y del órgano administrativo que alberga. Los términos "cámara del consejo", "edificio municipal" o sus variantes pueden utilizarse localmente en lugar de "ayuntamiento" si no existe esa gran sala dentro del edificio.
El gobierno local puede intentar utilizar el edificio para promover y mejorar la calidad de vida de la comunidad. En muchos casos, los "ayuntamientos" no sólo sirven como edificios para funciones gubernamentales, sino que también cuentan con instalaciones para diversas actividades cívicas y culturales. Entre ellas, se pueden incluir espectáculos artísticos, representaciones escénicas, exposiciones y festivales. Los ayuntamientos modernos o "centros cívicos" suelen estar diseñados con una gran variedad y flexibilidad de propósitos. En algunos países europeos, el ayuntamiento es el lugar donde se declara la Paz de Navidad, como en Turku y Porvoo en Finlandia. y Tartu en Estonia.
Como símbolos del gobierno local, los ayuntamientos tienen una arquitectura distintiva, y los edificios pueden tener una gran importancia histórica, por ejemplo el Guildhall (Londres). Los edificios de los ayuntamientos también pueden servir de icono cultural que simboliza sus ciudades.

## Nomenclatura
En los países de la Commonwealth, el término "ayuntamiento" puede usarse incluso en una ciudad. Este suele ser el caso en el Reino Unido (por ejemplo, el Ayuntamiento de Mánchester y el Ayuntamiento de Liverpool), Australia (Ayuntamiento de Sídney), Nueva Zelanda y otros lugares.
La gente en algunas regiones usa el término "ayuntamiento" para designar las oficinas del consejo de un municipio con estatus de ciudad. Este es el caso de América del Norte, donde se hace una distinción entre ayuntamientos y ayuntamientos. El término también se usa a veces (pero más raramente) como nombre en los países de la Commonwealth: por ejemplo, para los ayuntamientos de Brisbane en Australia y de Cardiff, Norwich y Bristol en el Reino Unido. El Ayuntamiento de Dublín, Irlanda, es otro ejemplo. Municipalidad en Londres, inaugurado en 2002, es un caso excepcional, al ser la sede no de una autoridad municipal convencional, sino de una autoridad estratégica regional.
El Oxford English Dictionary resume los términos genéricos:
- Town hall: "Un edificio utilizado para la administración del gobierno local, la celebración de sesiones judiciales, reuniones públicas, entretenimientos, etc.; (en uso temprano también) un gran salón utilizado para tales fines dentro de un edificio o conjunto de edificios más grande. ... Por metonimia: el gobierno o la administración de una ciudad; las autoridades municipales."[7]
- Ayuntamiento: "(Nombre del) principal edificio administrativo u oficinas de un gobierno municipal. ... Originalmente y principalmente norteamericano. Funcionarios municipales colectivamente; gobierno de la ciudad".[8]

Las administraciones de County Council en algunas partes de Inglaterra y Gales suelen operar desde una base en un edificio llamado, por analogía, "county hall o shire hall. Por el contrario, las ciudades que tienen subdivisiones con sus propios consejos pueden tener salas de borough. El gobierno local escocés en las ciudades más grandes opera desde las "Cámaras de la Ciudad", o bien la "Casa de la Ciudad".
En ocasiones se utilizan otros nombres. La sede administrativa de la City of London conserva su nombre anglosajón, el Guildhall, que significa lugar donde se pagaban los impuestos. En algunas ciudades inglesas (como Birmingham, Coventry y Nottingham) el término preferido es "Council House": esto también era así en Bristol hasta 2012, cuando el edificio pasó a llamarse "City Hall". En Birmingham, se distingue entre la Council House y el Town Hall, un lugar de conciertos y reuniones anterior a ella. En Sheffield, se distingue entre el Ayuntamiento, sede del gobierno local, y el |Ayuntamiento, un lugar de conciertos y bailes. En Leeds, el Ayuntamiento, construido en la década de 1850 como sede del gobierno local, funciona ahora principalmente como lugar de conciertos, conferencias y bodas, ya que muchas de sus funciones municipales se trasladaron en 1933 al nuevo Ayuntamiento.

## Casas consistoriales destacadas

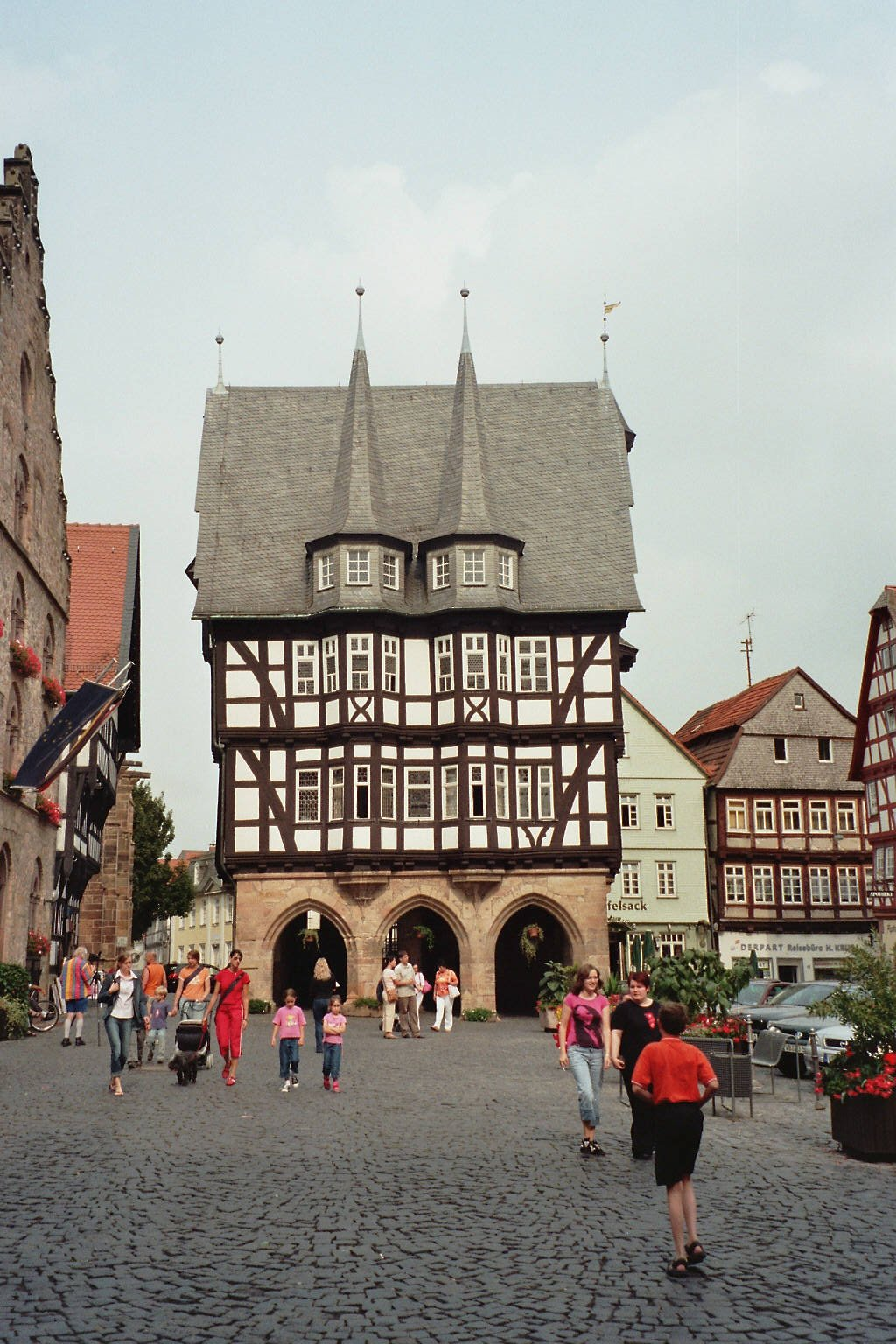
La casa consistorial de Alsfeld (1512-1516).

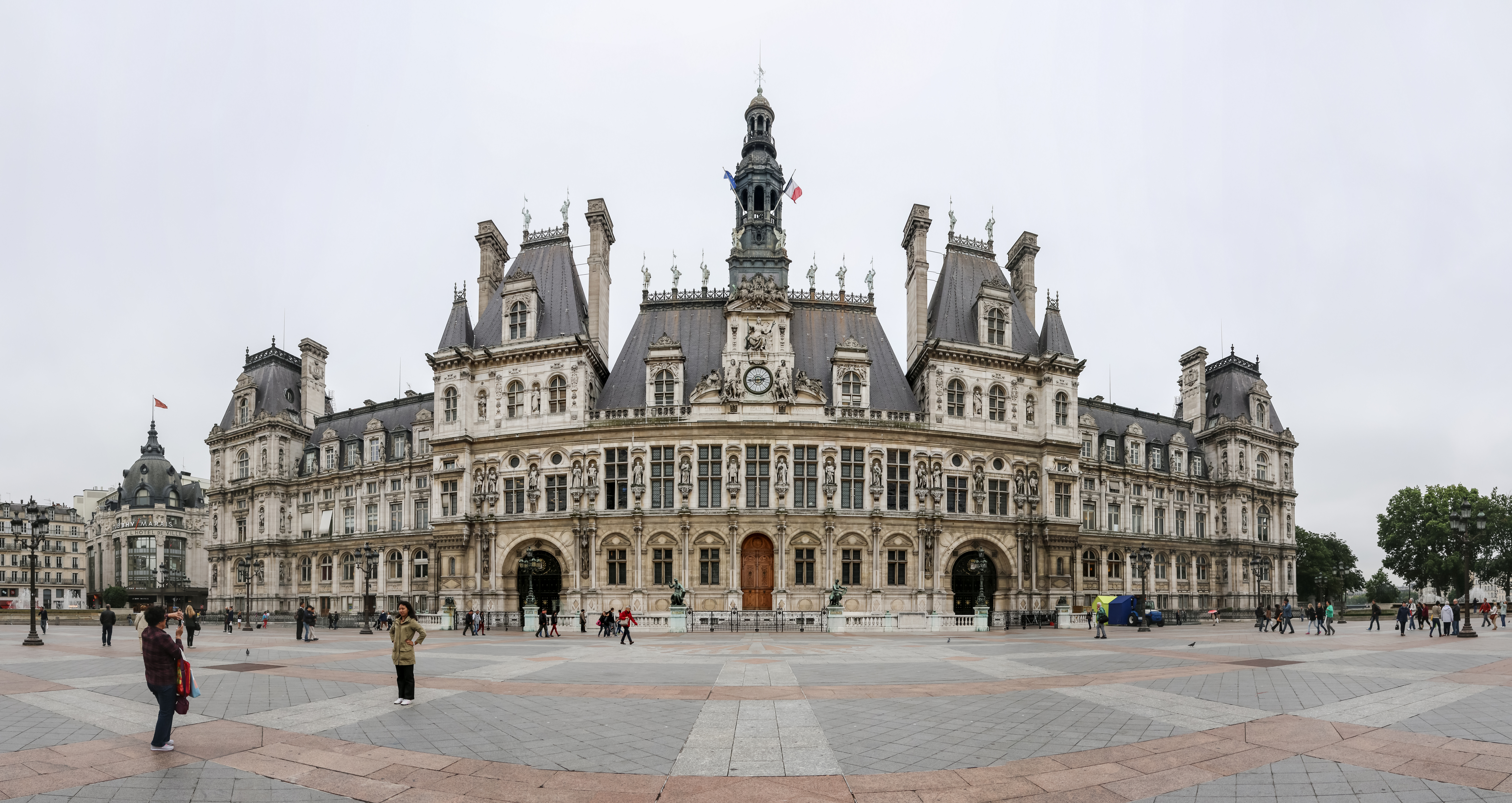
El Hôtel de Ville de París (1874-1882).

El rathaus de Essen tiene la mayor altura realmente utilizada, ya que la altura del edificio allí se ha convertido en área utilizable en su totalidad. También es el único ayuntamiento de Alemania que tiene un helipuerto, que nunca se llegó a utilizar. El edificio en Essen tiene 106 metros de altura, tiene 69.000 m² de superficie útil repartidos en 23 plantas y se terminó de construir en 1979.
El Nuevo Ayuntamiento en Leipzig es el edificio más alto con una torre de 114,5 metros de altura, que, además del efecto estético, no tiene ninguna función significativa. El edificio, de más de 110 metros de ancho, se completó en 1905.

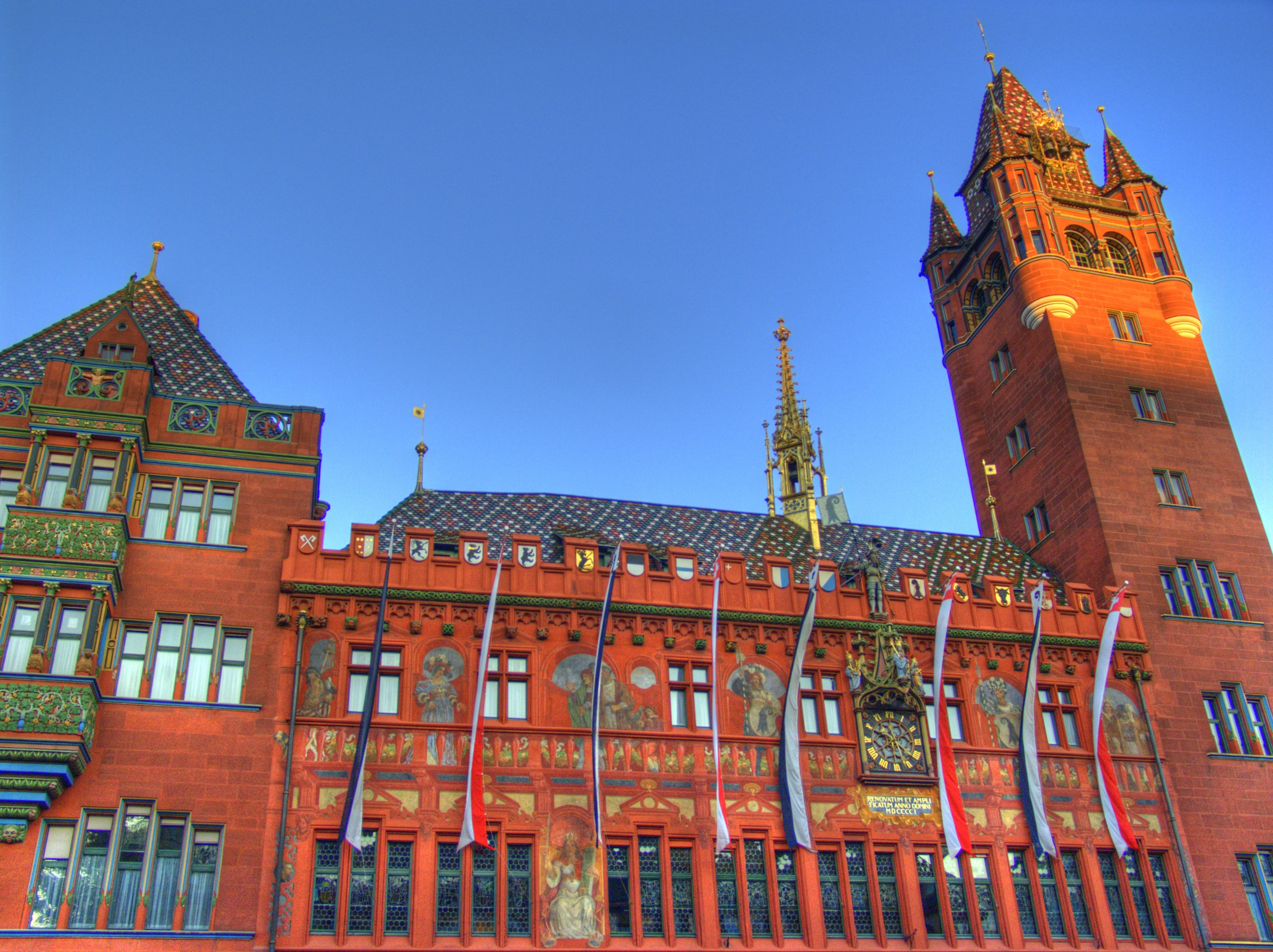
La rathaus de Basilea.

 La rathaus de la ciudad de Zúrich, por otro lado, se construyó independiente en el río y hoy, después de la disolución de la Ciudad República de Zúrich, alberga el parlamento cantonal, el gobierno cantonal y, como invitado, el parlamento municipal de la ciudad de Zúrich.
La Rathaus de Basilea se construyó en su forma actual, con sus dos ampliaciones a derecha e izquierda, en 1904. El edificio, que está ubicado directamente en la plaza del Mercado (Marktplatz) de Basilea, llama la atención por su piedra arenisca roja y la torre distintiva. El centro político de Basilea se estableció en el mismo lugar en 1290. En 1501, Basilea se unió a la Confederación Suiza. El Grosse Rat, que entonces no reparaba en gastos, decidió entonces en 1503 erigir un nuevo edificio en conexión con el «Palacio de los Señores». También en esta época se crearon los escudos de armas de las ciudades (Cantónes) en las almenas. Hans Holbein el Joven se encargó de la pintura de esta sala en 1521 y Hans Bock el Viejo de la restauración.
El Ayuntamiento de Alsfeld es predominantemente un edificio de entramado de madera y estructuralmente es atribuible al Gótico tardío en la transición al Renacimiento.
Uno de los ayuntamientos más magníficos de su época es el gótico tardío Ayuntamiento de Lovaina (Leuven) en Bélgica. En lugar de una torre de ayuntamiento, hay dos torres de esquina en cada uno de los dos frontones y una torre oriel en la cresta.
Se considera que el ayuntamiento más antiguo de Alemania es el edificio predecesor del Ayuntamiento de Colonia, cuyo primer testimonio documental procede del Schreinskarte de 1135. Uno de los edificios consistoriales más antiguos que se conservan en Alemania es el Rathaus Quedlinburg gótico, cuyo núcleo data de la segunda mitad del siglo XIII y cuya construcción del tejado se añadió en 1289, mientras que la primera mención documental data de 1310. 
El Hofer Rathaus tiene varias particularidades: sirvió de modelo para otros ayuntamientos como el Weimarer Rathaus y existe un modelo del ayuntamiento en la American ciudad gemela Ogden (Saale). ciudad hermanada Ogden (Utah). Es un ayuntamiento típico de una ciudad de tamaño medio.
En toda Europa hay ayuntamientos de distintas épocas y con diferentes influencias regionales. Los ayuntamientos eran también expresión de la identidad local como mascarón de proa de las ciudades.

## Suiza
En Suiza, la sede de la administración municipal se denomina edificio municipal. En el salón comunal, sede del ejecutivo de una comunidad política , suelen estar todas las oficinas administrativas abiertas al público, el control de población, la oficina del registro civil y la administración financiera, también se puede ubicar en este edificio la comisaría. Las oficinas ejecutivas suelen ser relativamente limitadas, ya que las oficinas ejecutivas en comunidades más pequeñas suelen ser voluntarias.
La casa de reunión de un municipio se llama ayuntamiento. El cabildo se distingue del cabildo, en este último se reúne la legislatura del lugar. Dado que en la mayoría de los municipios suizos la legislatura es la asamblea municipal, que se reúne una o dos veces al año, no hay ayuntamiento.

## Alemania
En Alemania, la sede de la administración municipal se llama ayuntamiento. Un ejemplo de un edificio municipal histórico llamado «centro comunitario» como residencia para empleados comunitarios es el centro comunitario Westerhüsen .
Algunas parroquias, especialmente las parroquias locales, también poseen salones parroquiales (seculares) como lugares para la parroquia, los ciudadanos y las asociaciones; estos son a veces, a veces en contraste con el centro comunitario de la iglesia, también llamados centro comunitario del pueblo, centro comunitario.

## Lenguaje
Particularmente en América del Norte, "ayuntamiento" se puede usar como una metonimia para referirse al gobierno municipal o al gobierno en general, como en el axioma No puedes luchar contra el ayuntamiento. [2] Ayuntamiento tiende a tener connotaciones menos formales.